# Таллрот, Роджер
Курт Стефан Роджер «Таллис» Таллрот (швед. Kurt Stefan Roger "Tallis" Tallroth; род. 28 августа 1960, Хесслехольм, Кристианстад) — шведский борец греко-римского стиля, призёр Олимпийских игр, чемпион Европы, восьмикратный (1982—1988, 1992) чемпион Швеции. Отец Закариаса Таллрота, бронзового призёра чемпионата мира по борьбе 2015 года.

## Биография
Начал заниматься борьбой в 1967 году. 
В 1977 году был восьмым на Гран-при Германии среди взрослых и стал чемпионом Северных стран среди юниоров. В 1978 году стал вторым на чемпионате Северных стран среди взрослых и чемпионом среди юниоров. В 1979 году стал бронзовым призёром чемпионата мира среди юниоров. В 1980 году в третий раз стал чемпионом Северных стран среди юниоров, на юниорском чемпионате Европы остался шестым. В 1981 году занял четвёртое место на взрослом чемпионате мира. В 1982 году стал серебряным призёром чемпионата Европы и серебряным призёром чемпионата Северных стран. В 1983 году стал чемпионом Северных стран, занял второе место на Гран-при Германии, а на чемпионате мира остался пятым. В 1984 году завоевал звание чемпиона Европы и был вторым на Гран-при Германии.  
На Летних Олимпийских играх 1984 года в Лос-Анджелесе боролся в категории до 74 килограммов (полусредний вес). Участники турнира, числом в 17 человек в категории, были разделены на две группы. За победу в схватках присуждались баллы, от 4 баллов за чистую победу и 0 баллов за чистое поражение. Когда в каждой группе определялись три борца с наибольшими баллами (борьба проходила по системе с выбыванием после двух поражений), они разыгрывали между собой места в группе. Затем победители групп встречались в схватке за первое-второе места, занявшие второе место — за третье-четвёртое места, занявшие третье место — за пятое-шестое места. 
Роджер Таллрот без особых проблем одержал победу в своей группе, однако в  финальной встрече с Йоуко Саломяки уступил с разницей всего в один балл и стал обладателем серебряной медали Игр. 
| Выступление на Олимпийских играх 1984 года | Выступление на Олимпийских играх 1984 года | Выступление на Олимпийских играх 1984 года | Выступление на Олимпийских играх 1984 года | Выступление на Олимпийских играх 1984 года | Выступление на Олимпийских играх 1984 года | Выступление на Олимпийских играх 1984 года | Выступление на Олимпийских играх 1984 года |
| Круг                                       | Соперник                                   | Страна                                     | Результат                                  | Счёт                                       | Баллы                                      | Всего баллов                               | Время схватки                              |
| ------------------------------------------ | ------------------------------------------ | ------------------------------------------ | ------------------------------------------ | ------------------------------------------ | ------------------------------------------ | ------------------------------------------ | ------------------------------------------ |
| 1                                          |                                            |                                            |                                            |                                            | 0                                          | 0                                          |                                            |
| 2                                          | Оскар Стратико                             | Аргентина                                  | Победа                                     | 12-0 За явным преимуществом                | 4                                          | 4                                          | 1:25                                       |
| 3                                          | Селаль Ташкиран                            | Турция                                     | Победа                                     | Дисквалификация (пассивность)              | 3,5                                        | 7,5                                        | 5:13                                       |
| 4                                          | Крис Катальфо                              | Соединённые Штаты Америки                  | Победа                                     | 13-4                                       | 3,5                                        | 11,0                                       | 6:00                                       |
| Финал группы «А» (встреча 1)               | Марчел Мишле                               | Франция                                    | Победа                                     | Дисквалификация (пассивность)              | 3,5                                        | 3,5                                        | 5:46                                       |
| Финал группы «А» (встреча 3)               | Ким Ён Нам                                 | Республика Корея                           | Победа                                     | 11-0                                       | 3,5                                        | 7                                          | 6:00                                       |
| Финал                                      | Йоуко Саломяки                             | Финляндия                                  | Поражение                                  | 4-5                                        |                                            |                                            | 6:00                                       |

В 1985 году победил на чемпионате Северных стран, был шестым на чемпионате Европы и третьим на розыгрыше Кубка мира. В 1986 году снова победил на чемпионате Северных стран, был серебряным призёром Гран-при Германии и серебряным призёром чемпионата Европы, а на чемпионате мира остался пятым. В 1987 году был пятым на Золотом Гран-при и Гала Гран-при FILA, шестым на Гран-при Германии, на чемпионате мира был только девятым, на чемпионате Европы четвёртым. 
На Летних Олимпийских играх 1988 года в Сеуле боролся в категории до 74 килограммов (полусредний вес). Участники турнира, числом в 19 человек в категории, были разделены на две группы. За победу в схватках присуждались баллы, от 4 баллов за чистую победу и 0 баллов за чистое поражение. Когда в каждой группе определялись четыре борца с наибольшими баллами (борьба проходила по системе с выбыванием после двух поражений), они разыгрывали между собой места в группе. Затем победители групп встречались в схватке за первое-второе места, занявшие второе место — за третье-четвёртое места, занявшие третье место — за пятое-шестое места, четвёртое — за седьмое-восьмое места. 
Роджер Таллрот занял четвёртое  место в своей группе и победил во встрече за седьмое место. 
| Выступление на Олимпийских играх 1988 года | Выступление на Олимпийских играх 1988 года | Выступление на Олимпийских играх 1988 года | Выступление на Олимпийских играх 1988 года | Выступление на Олимпийских играх 1988 года | Выступление на Олимпийских играх 1988 года | Выступление на Олимпийских играх 1988 года | Выступление на Олимпийских играх 1988 года |
| Круг                                       | Соперник                                   | Страна                                     | Результат                                  | Счёт                                       | Баллы                                      | Всего баллов                               | Время схватки                              |
| ------------------------------------------ | ------------------------------------------ | ------------------------------------------ | ------------------------------------------ | ------------------------------------------ | ------------------------------------------ | ------------------------------------------ | ------------------------------------------ |
| 1                                          | Йоуко Саломяки                             | Финляндия                                  | Победа                                     | 7-5                                        | 3,0                                        | 3,0                                        | 6:00                                       |
| 2                                          | Абдель Азиз Тахир                          | Марокко                                    | Победа                                     | Дисквалификация (пассивность)              | 3,0                                        | 6,0                                        | 3:27                                       |
| 3                                          | Марчел Мишле                               | Франция                                    | Поражение                                  | 2-3                                        | 1,0                                        | 7,0                                        | 7:11                                       |
| 4                                          | Янош Такач                                 | Венгрия                                    | Победа                                     | Дисквалификация (пассивность)              | 3,0                                        | 10,0                                       | 4:38                                       |
| 5                                          | Даулет Турлыханов                          | Союз Советских Социалистических Республик  | Поражение                                  | Дисквалификация (пассивность)              | 0                                          | 10,0                                       | 5:04                                       |
| Встреча за 7 место                         | Хиромити Ито                               | Япония                                     | Победа                                     | 5-1                                        |                                            |                                            | 6:00                                       |

После игр закончил международную карьеру. В 1992 году в последний раз победил на чемпионате Швеции, но уже в среднем весе. После окончания борцовской карьеры работал тренером, с 2006 года — главным тренером шведской сборной. 
На настоящее время живёт в Хеслехольме, работает в управлении гражданской обороны (по первой профессии Таллрот пожарный), и тренирует только в свободное время в детском клубе. 